# قرش صيني
القرش الصيني هي سمكة موطنها الصين، يصل حجمها إلى 60 سم، وتتغدى على النباتات والحيوانات. تحتاج درجة حرارة من 15-28 مئوية، ودرجة حموضة من 6.5-7.5. السمكة مسالمة وتفرخ بالبيوض، تنعدم الأسنان في الفم ويوجد مجموعة من الأسنان على العظام البلعومية للحنجرة. تمتلك صغار السمك جسم مخطط بألوان كثيرة وزعنفة ظهرية قصيرة. تكون ألوان الأسماك البالغة باهتة. في الطبيعة يصل حجمها إلى 115 سم و لكن يصل حجمها في الأحواض 45-60 سم.